# Mlaștinile Pontine
Mlaștinile Pontine (în latină Pomptīnus Ager) este o fostă regiune de formă quadrangulară mlăștinoasă aflată în Lazio, Republica Italiană, aflându-se în zona de coastă din sud-vestul Romei, imediat la est de Anzio înspre Terracina, ajungând de la Marea Tireniană la Munții Lepini la o distanță de 15-25 km.